# Lišov (České Budějovice-i járás)
Lišov település Csehországban, a České Budějovice-i járásban. Lišov Štěpánovice, Smržov, Dunajovice, Třeboň, Ševětín, Libín, Hvozdec, Vitín, Libníč, Jivno, Zvíkov, Hosín, Chotýčany, Mazelov és Borek településekkel határos. Lakosainak száma 4687 fő (2024. január 1.).

## Népesség
A település lakosságának változását az alábbi diagram mutatja:
| Lakosok száma | 4904 | 4760 | 4779 | 4048 | 3661 | 3918 | 4296 | 4405 | 4508 | 4687 |
|               | 1869 | 1890 | 1921 | 1950 | 1980 | 2001 | 2017 | 2019 | 2022 | 2024 |